# Quận của tỉnh Tarn
2 quận của tỉnh Tarn gồm:
1. Quận Albi, (tỉnh lỵ của tỉnh Tarn: Albi) với 23 tổng và 170 xã. Dân số của quận này là 162.749 người năm 1990, 164.990 người năm 1999, tăng trưởng dân số là 1.38%.
2. Quận Castres, (quận lỵ: Castres) với 23 tổng và 154 xã. Dân số của quận này là 179.974 người năm 1990, và 178.412 người năm 1999, tăng trưởng dân số là 0.87%.